# Wagneria
Wagneria – rodzaj muchówek z rodziny rączycowatych (Tachinidae).

## Wybrane gatunki
- Wagneria albifrons Kugler, 1977
- Wagneria alpina Villeneuve, 1910
- Wagneria compressa (Mesnil, 1974)
- Wagneria costata (Fallén, 1815)
- Wagneria cunctans (Meigen, 1824)
- Wagneria depressa Herting, 1973
- Wagneria discreta Herting, 1971
- Wagneria gagatea Robineau-Desvoidy, 1830
- Wagneria heterocera (Robineau-Desvoidy, 1863)
- Wagneria lacrimans (Róndani, 1861)
- Wagneria micronychia Mesnil, 1974